# Carpathian Forest
Carpathian Forest é uma banda de black metal da Noruega que toca um som de caráter sujo e misantrópico. A banda foi formada por R. Nattefrost e J. Nordavind oficialmente no ano de 1992, porém já existia sob o título de Enthrone desde 1990. Após o lançamento da legendária demo Bloodlust & Perversion em 1992 e o Journey Through The Cold Moors of Svarttjern de 1993, o Carpathian Forest foi ganhando status na cena underground do black metal norueguês, assim como seus colegas do Darkthrone.
Suas letras trazem como temática adicional o anticristianismo, o sadomasoquismo e o satanismo.

## Integrantes
Atuais
- Nattefrost - baixo - 1992-1998 / guitarra/teclado - 1992-2017 / vocal - (1992–presente)
- Vrangsinn - baixo / teclado / vocal de apoio - (1999-2014) / guitarra - (2002) / baixo - (2019–presente)
- Grimmdun - bateria - (2017–presente)
- Malphas - guitarra - (2017–presente)
- HaaN - guitarra - (2017–presente)

Carpathian Forest em 2013
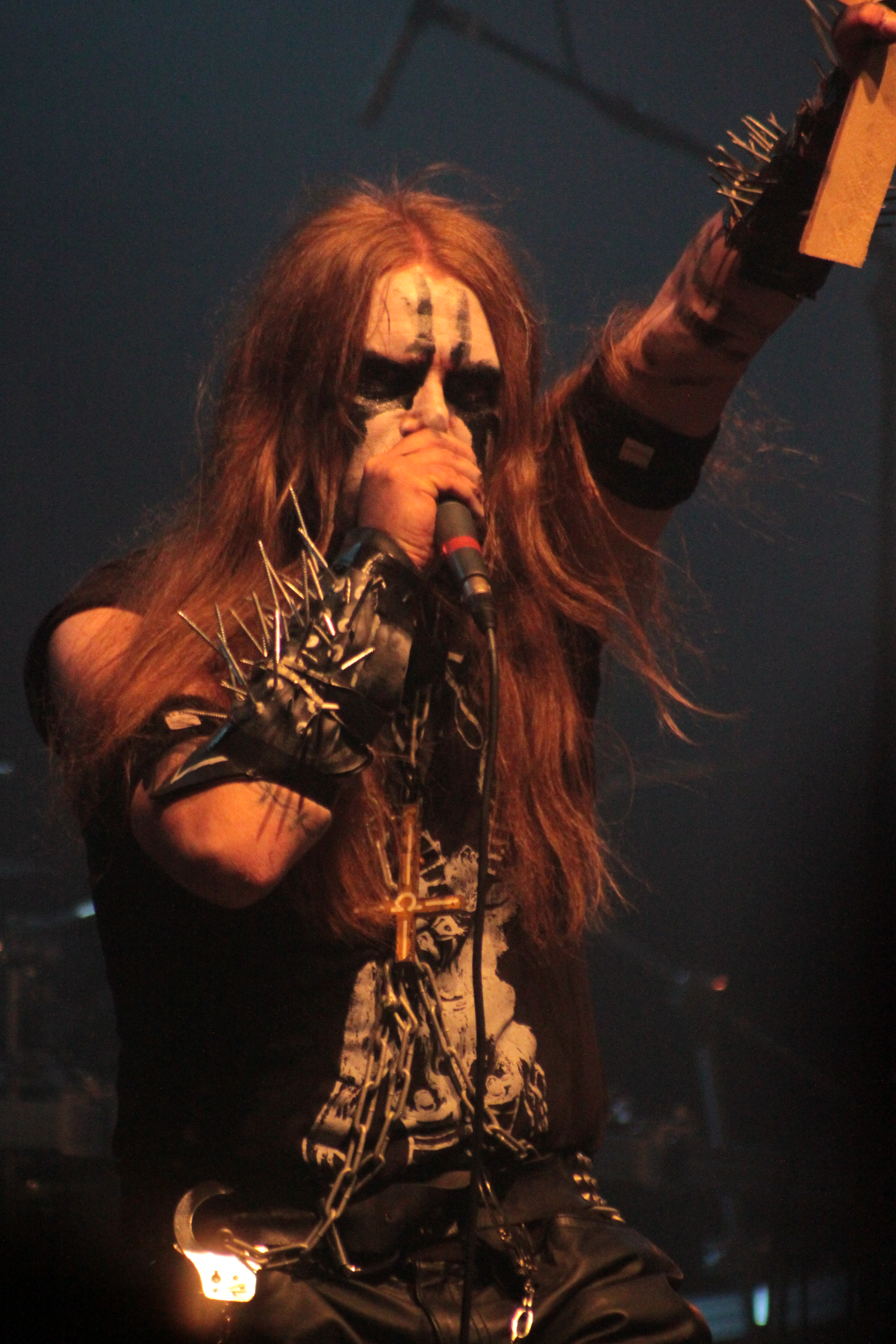
Nattefrost.
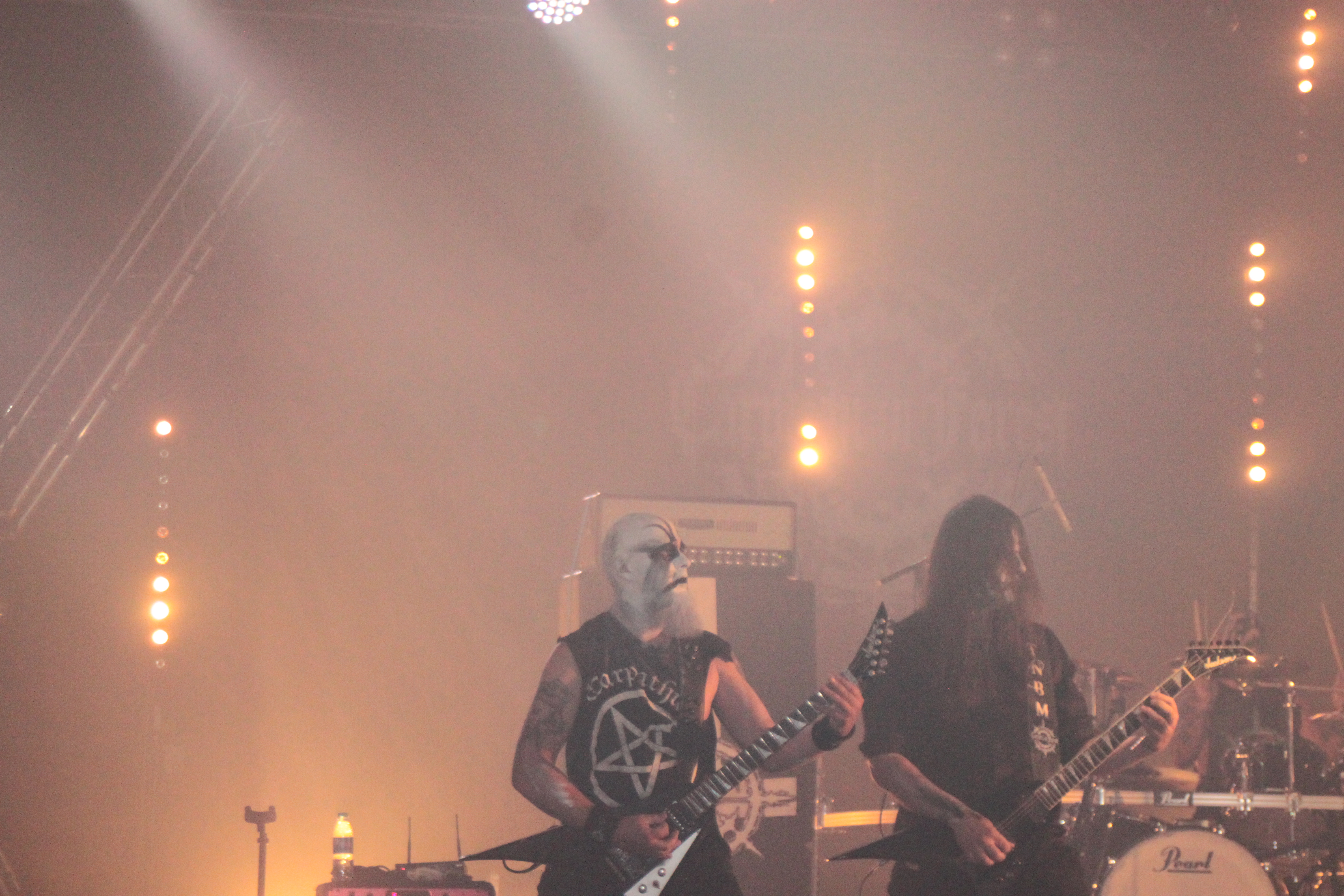
Blood Pervertor & Tchort.
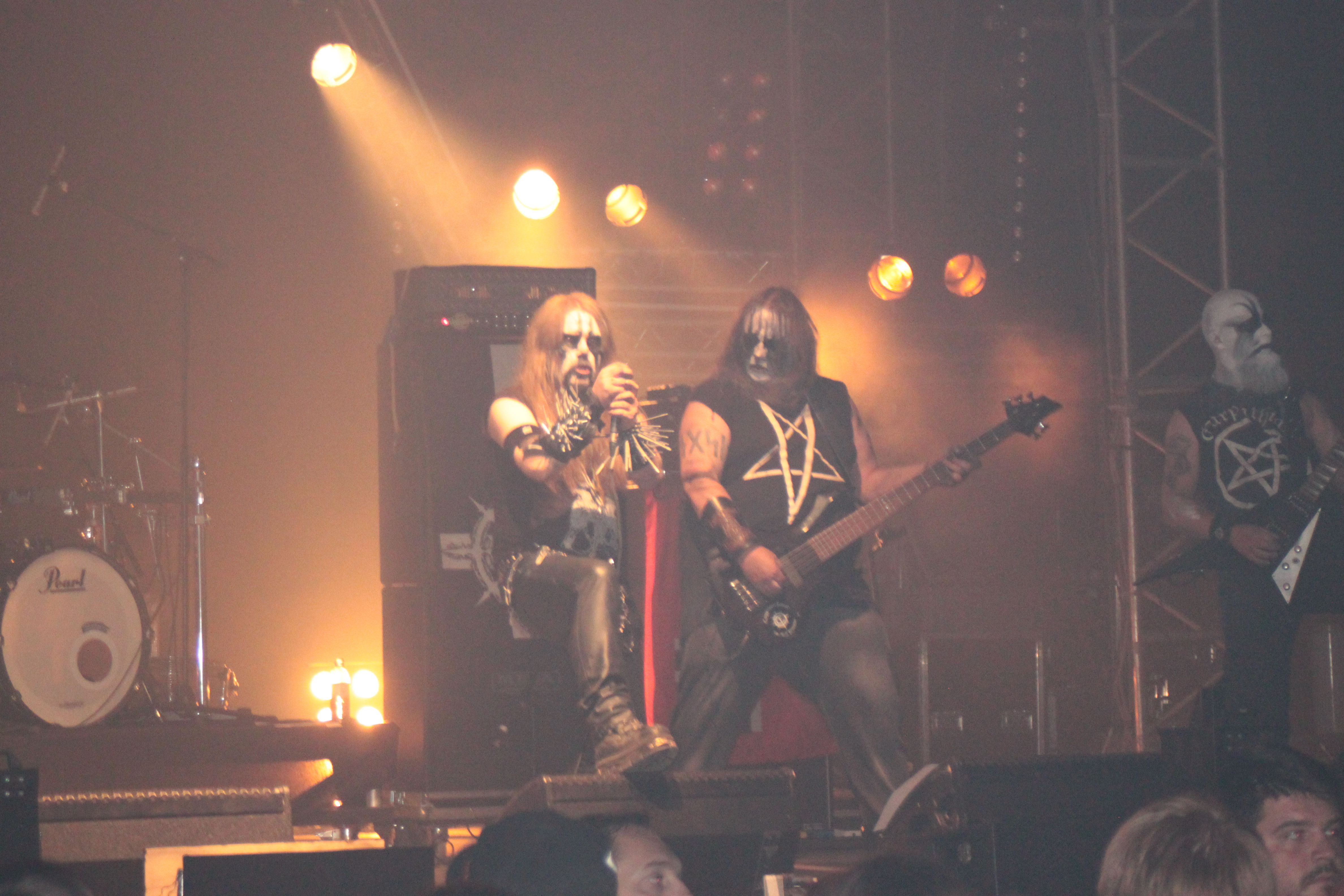
Nattefrost, Vrangsinn & Blood Pervertor.
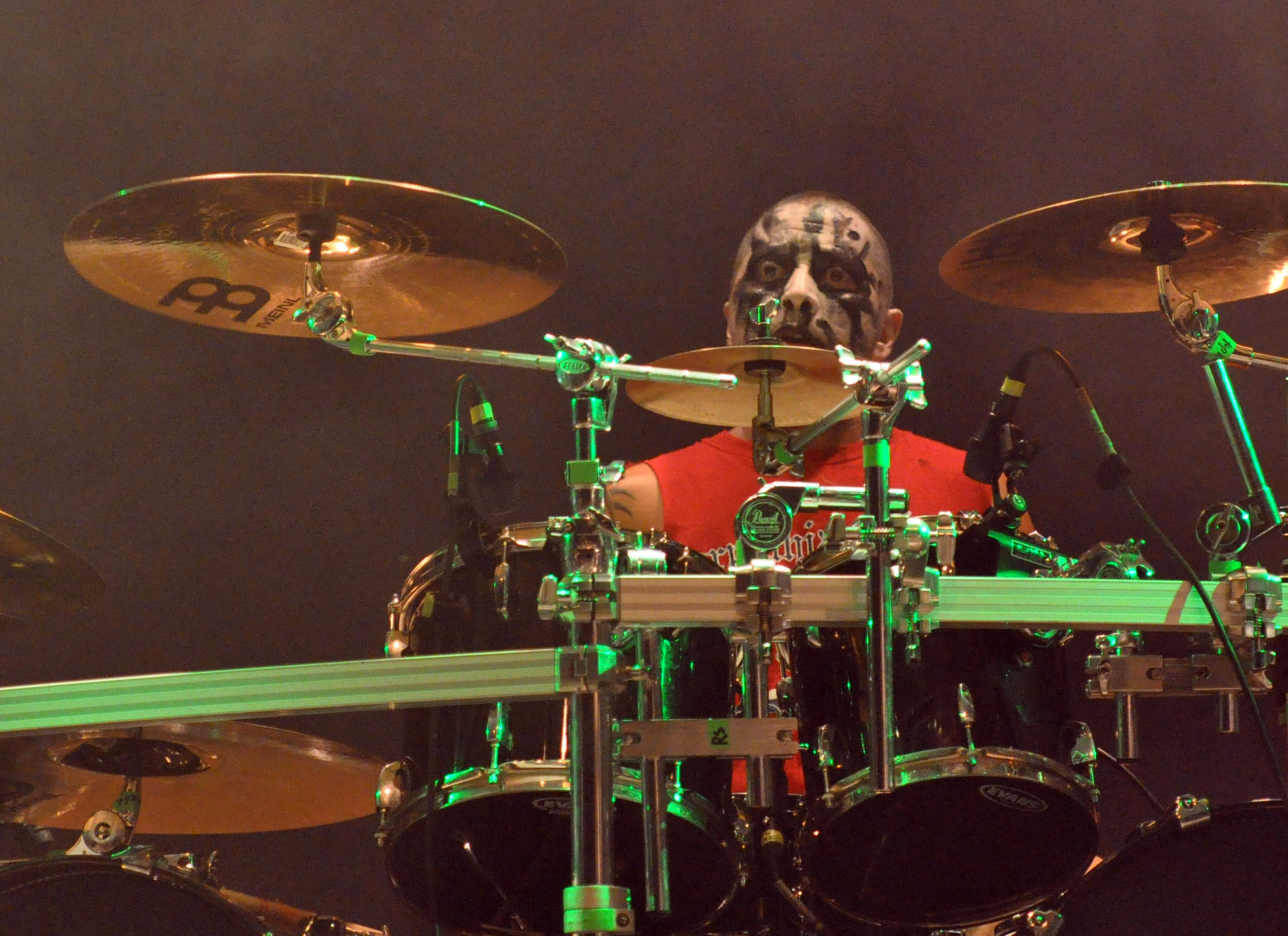
A. Kobro.
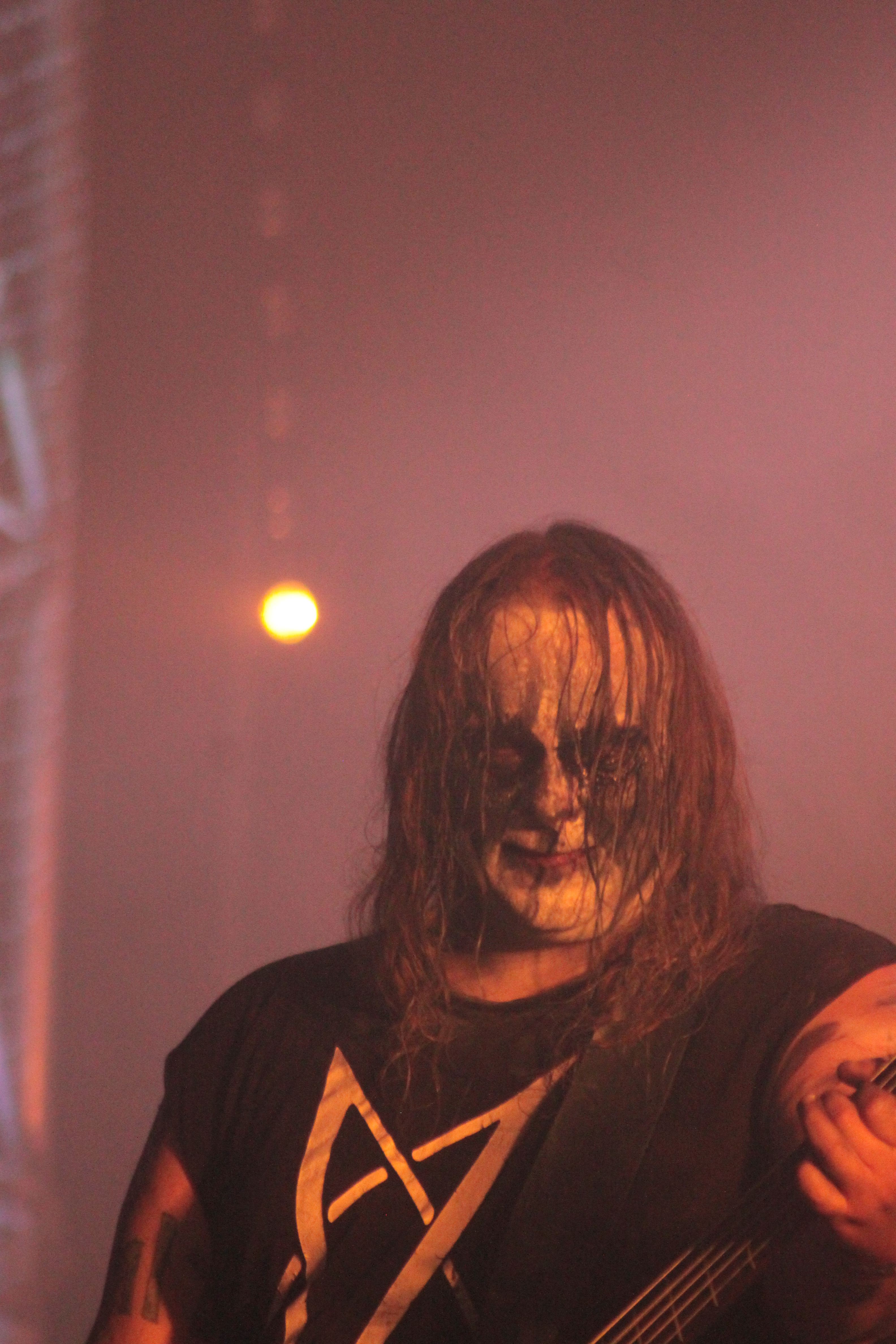
Vrangsinn.

Ex-membros
- J. Nordavind - guitarra, teclado e backing vocals (1992-2000)
- Damnatus - baixo (1992-1993)
- Lord Blackmangler - bateria (1992-1993)
- Lazare (Lars Nedland) - bateria (1998-1999)
- Tchort - guitarra e baixo (1999-2009), guitarra (2012-2014)
- Blood Pervertor - guitarra e backing vocals (2003-2014)

## Discografia

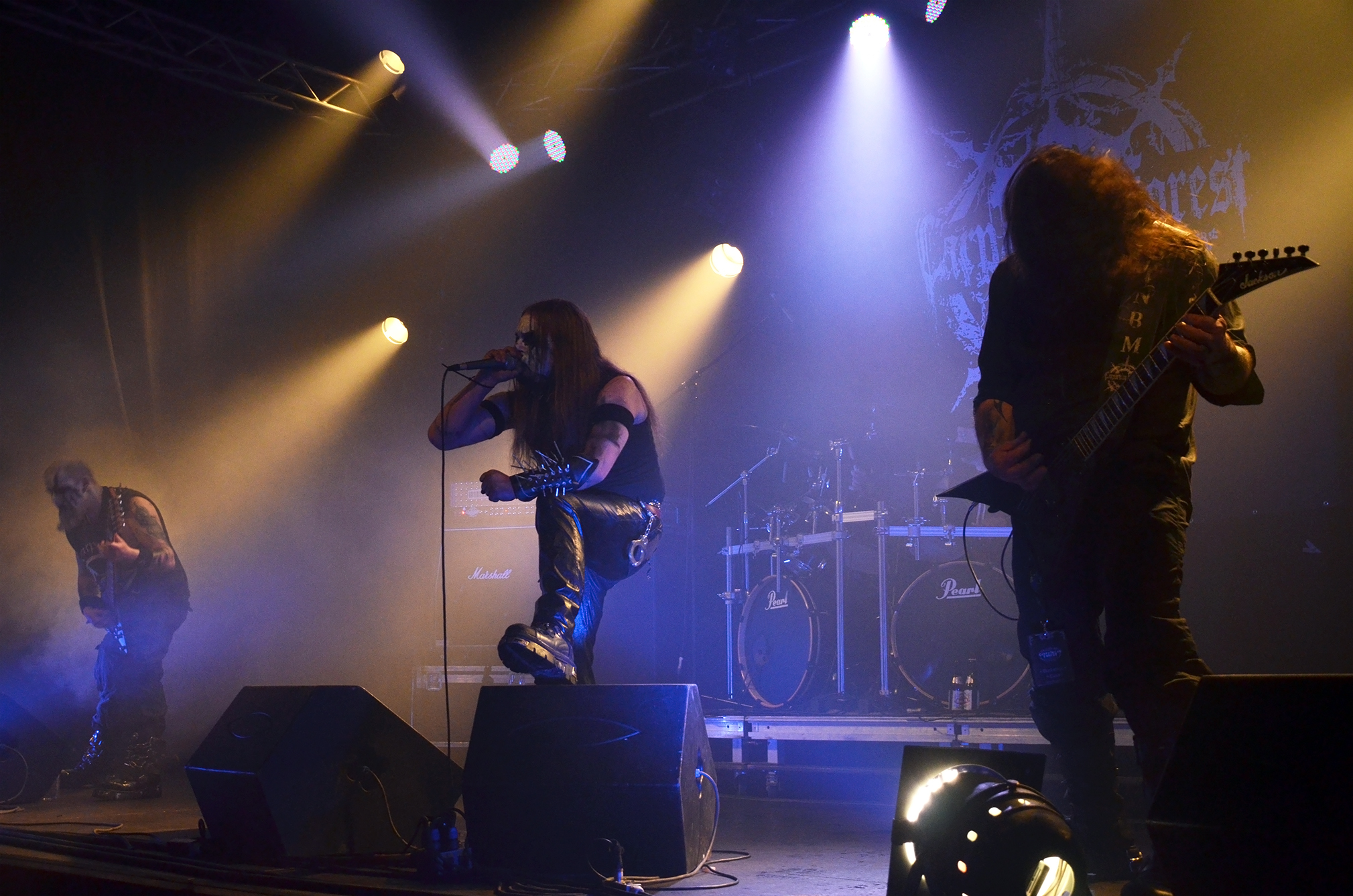
Carpathian Forest no Throne Fest 2013, na Bélgica.

### Álbuns de estúdio e EPs
- (1998) Black Shining Leather
- (2000) Strange Old Brew
- (2001) Morbid Fascination of Death
- (2003) Defending the Throne of Evil
- (2006) Fuck You All!!!!

### EP e single
- (1995) Through Chasm, Caves And Titan Woods
- (1999) He's Turning Blue

### Demos
- (1992) Bloodlust And Perversion
- (1992) Rehearsal Tape
- (1993) Journey Through The Cold Moors of Svarttjern

### Compilações
- (1997) Bloodlust and Perversion
- (2002) We're Going to Hell For This
- (2004) Skjend Hans Lik

### Vídeos
- (2004) We're Going To Hollywood For This (DVD)